# Дренте
Дренте (хол. Drenthe) је провинција на североистоку Холандије. Провинција има 489.918 становника (2010). Грубо узевши, на северу се граничи са провинцијом Гронинген, на истоку са немачком савезном државом Доњом Саксонијом, на југу са провинцијом Оверејсел, а на западу са провинцијом Фризијом. Главни град провинције је Асен, а град са највише становника Емен. 
За разлику од остатка Холандије, провинција Дренте је слабо насељена пољопривредна област. Због свог релативног сиромаштва, Дренте је постала равноправна провинција тек 1. јануара 1796. године.

## Географија
Највећи део провинције налази се на Дрентској заравни (хол. Drents Plateau). Ово подручје се највећим делом налази изнад нивоа нормалног амстердамског репера (NAP) и састоји се пре свега од глине која потиче из последњег леденог доба. Нема великих висинских разлика – цела зараван се налази између 10 и 32 метра изнад нивоа нормалног амстердамског репера. Највиша природна тачка провинције (56 метара ) налази се на брду Вам код Вејстера.

## Административна подела
Од средњег века провинција Дренте се састојала од шест округа, укључујући парохије које су истовремено чиниле и црквене и административне јединице. У време француске владавине окрузи су укинути а парохије преуређене у 35 градских општина. Осим што је општина Дален 1884. године подељена на општине Дален и Схонбејк оваква административна подела је остала актуелна све до 1998. када је дошло до опсежне реорганизације. Од 1. јануара те године Дренте чини дванаест општина.

## Језик
Временом све мање становника провинције Дренте говори дрентским дијалектом. Ипак, још увек један део становништва користи дрентски у свакодневној комуникацији. Дрентски је дијалекат доњосаксонског је и званично признат као регионални језик.
Свако село има своју варијацију језика која се у већој или мањој мери разликује од оног у околним селима. Линија разграничења се отприлике налази између севера и југа провинције. На северу су дијалекти сродни хронингенском док јужни дијалекти показују висок степен сличности са онима у области Саланд. Такође, постоји и разлика између дијалеката дрентске пешчаре и дрентског тресетишта.

## Религија
У току 19. века ортодоксне протестантске групе су се одвојиле од Холандске реформисане цркве. У дрентској пешчари добиле су релативно малу подршку, али су се на дрентском тресетишту населили многи калвинисти из Хронингена и Фризије због чега је тамо настала већа конфесионална разноликост. У принципу се у Дрентеу може наћи мало ортодоксних протестаната док је број либерала релативно велик и то нарочито у дрентској пешчари. Многи од њих више не припадају цркви.